# 享樂主義
享樂主義（英語：Hedonism）是一個哲學思想，認為享樂是人類最重要的追求。詞源來自希臘語的"ἡδονή（hēdonē）"（享樂）加上後綴"ισμός（ismos）"（主義）。蘇格拉底的学生昔兰尼的阿瑞斯提普斯被认为是最早提出享乐主义思想的人。

## 基本概念
享樂主義是所有動作皆可被一個人會產生的享受與痛楚所決定，力求將享樂與痛苦的距差增至最大。19世紀英國哲學家約翰·斯圖爾特·密爾與边沁由他們的功利主義的倫理理論提出了享樂主義的基本原理。享樂主義是功利主義的價值觀之先驱：所有行為皆是基於要給最多的人數獲得最大的快樂。
希腊哲学家伊比鸠鲁认为，人生追根究底不过是为了享受快乐。不过，这里的快乐并不是指性爱跟毒品，而是没有痛苦的。他认为快乐有两种，一种是短暂的，另一种是持久的。短暂的快乐是从满足需求而来，口渴的人喝到水会感觉到快乐，疲倦的人躺下休息也会感到快乐。除了这种短暂的快乐之外，还有一种持久的快乐，而这才会带来真正幸福的生活。这种持久的快乐，指的是没有痛苦，也没有强烈匮乏的状态。

## 學派
儘管功利主義合乎享樂主義對快樂的追求，边沁與密尔的享樂主義價值觀與功利主義對功利的闡釋有微小的分歧。以下是兩個享樂主義的學派：
- 傑瑞米·邊沁乃功利主義學派的創始人，主張快樂可以數量化。最重要的是，他相信快樂的量可以用其強度乘以其持續時間計算。所以這不僅僅是快樂的數量，而是它們的強度與其持續時間亦要被考慮。
- 享樂主義的其他擁護者主張"定性化"的方式。約翰·斯圖爾特·密爾相信快樂有不同的層次：稍高層次的快樂較稍低層次的快樂為佳。約翰·斯圖爾特·密爾亦主張較簡單的生物可較容易地進入簡單的快樂，由於牠們不能看到生命的其他層面，故可放縱於享樂之中；稍為複雜的生物傾向於思考較多在其他的事物上，故可減少其用於單純享樂的時間。所以他們較難放縱於單純的享樂。部份人對"定性化"的批評主張其有數個問題。他們斷言在普遍的情況中，快樂並不必定要分享以共同的特性。[來源請求]